# Pteroneta tertia
Pteroneta tertia är en spindelart som beskrevs av Christa L. Deeleman-Reinhold 200. Pteroneta tertia ingår i släktet Pteroneta och familjen säckspindlar. Inga underarter finns listade i Catalogue of Life.